# Los Llanos de Aridane
Los Llanos de Aridane er en by og kommune i det sydvestlige Spanien på øen La Palma i provinsen Santa Cruz de Tenerife, De Kanariske Øer. Den har et indbyggertal på 20.283 (2024) indbyggere.